# Congo (film 1995)
Congo è un film del 1995, diretto da Frank Marshall, prodotto da Kathleen Kennedy e Sam Mercer, con protagonisti Laura Linney, Dylan Walsh, Tim Curry ed Ernie Hudson. Scritto da J.P. Shanley e finanzato dalla società del regista The Kennedy/Marshall Company per la Paramount Pictures, il film, è la trasposizione cinematografica dell'omonimo romanzo di Michael Crichton. Al contrario di ogni aspettativa e nonostante le pessime recensioni, la pellicola si è rivelata un successo al Box Office ed è stata distribuita nelle sale cinematografiche italiane il 28 settembre 1995.

## Trama
Alcuni ricercatori capitanati da Charles Travis allestiscono un campo base nel bel mezzo della foresta pluviale dell'Africa centrale. Charles, in video conferenza con la collega e fidanzata Karen Ross, la quale si trova negli USA, spiega come la squadra esplorativa è stata mandata in Congo per trovare dei diamanti blu che con la loro energia sono necessari ad attivare un congegno aerospaziale utile per il futuro dell'umanità. Subito dopo, il campo base viene attaccato da strane creature, e Charles viene brutalmente ucciso con i suoi compagni. Intanto Karen, insieme a R.B., il padre di Charles a capo della Travicom (la società che ha finanziato l’esplorazione), prova a richiamare il fidanzato, ma quando il nuovo collegamento video si attiva, i due vedono la strage appena compiuta e una creatura misteriosa che rompe la webcam. A questo punto, la donna decide di andare in Congo per scoprire cosa sia successo.
Intanto, in un piccolo paese americano, uno zoologo studia comportamenti e abitudini dei gorilla. Si chiama Peter Elliot e viene assistito dal suo aiutante, Richard. I due studiano in particolare i comportamenti della gorilla Amy, che sa dipingere e può comunicare grazie ad un dispositivo piazzato sul braccio e collegato ad un computer. I due uomini hanno scoperto che la gorilla vuole tornare nella giungla da cui era stata sottratta molto tempo prima.
Karen, Elliot, Richard e Homolka (il finanziatore della spedizione), si ritrovano sullo stesso volo, ma con scopi diversi: i tre uomini per riportare indietro la gorilla, e Karen Ross per i diamanti. Appena arrivato, il gruppo viene accolto da Monroe, un ex mercenario, e da una squadra di cercatori di diamanti. Per tutto il tempo Richard si lamenta perché vuole tornare a casa, mentre gli altri, compresa Amy, sembrano eccitati. Ben presto si scopre che Homolka non è lì per i gorilla, ma per i diamanti, e mentre tutti cominciano a considerarlo un traditore, nella foresta il gruppo si imbatte in cannibali e ippopotami assassini, che feriranno un portatore. Mentre Elliot e Richard abituano Amy a vivere da sola nella giungla, Karen manda video-messaggi alla base per tenere informato R.B. sulla situazione. Intanto Homolka, turba tutto il gruppo dicendo che vuole servirsi del gorilla "parlante" per farsi condurre al luogo dove sono presenti i diamanti e probabilmente anche dell'oro.
Giunti in un tempio abbandonato, i cui ambienti sono ricavati da grotte, Richard si separa dal gruppo per chiamare Amy rimasta all'esterno, ma viene assalito da un enorme gorilla grigio dai tratti mostruosi. Mentre gli altri guardano i graffiti rupestri all'interno del tempio, sentono le urla dell’uomo per poi ritrovarselo davanti insanguinato e orrendamente ferito a morte; dietro di lui, appare un gorilla con in mano uno dei suoi polmoni. Il primate si avventa sul gruppo, ma Monroe riesce ad ucciderlo con una fucilata rimanendo graffiato in volto. Durante la notte, il campo base viene attaccato da altri gorilla, senza però che questi riescano a uccidere nessuno poiché Karen installa una sofisticata protezione a raggi laser che rende vani i numerosi assalti dei mostri. Diventa così palese che si tratta di una razza di gorilla assassini addestrati ad uccidere per difendere quel luogo da ogni possibile visitatore, e che probabilmente, i loro stessi addestratori rimasero vittime della furia omicida instillata nei primati. Il giorno seguente Elliot, Karen, Homolka, Monroe, Amy e gli altri portatori, tra cui Kahega, si avventurano nel tempio trovando il nascondiglio dei diamanti blu.
Homolka però, appena afferrato un diamante, viene assalito da alcuni gorilla, che alla luce del sole rivelano il loro aspetto mostruoso e deforme. Mentre gli altri incominciano a sparare contro i gorilla, Homolka tenta la fuga ma viene ucciso dai mostri. I superstiti scappano, mentre Kahega e Monroe rimangono a sparare ai gorilla, e Elliot e Karen si avventurano all’interno del tempio per cercare un’altra via d'uscita. I due trovano il cadavere di Charles Travis, e grazie a una pistola laser appartenuta all’uomo uccidono la maggior parte dei gorilla assassini. Nel frattempo Elliot e Kahega vengono attaccati da un altro gruppo di primati usciti da una delle innumerevoli grotte sotterranee, che li trascinano allo scoperto circondandoli e uccidendo Kahega.
Intanto, Elliot e Karen vengono salvati da Amy, che riesce anche a mettere in fuga i suoi simili. Appena usciti dalle grotte un vulcano vicino comincia ad eruttare, contribuendo ad uccidere il branco di gorilla mostruosi, mentre i tre superstiti della spedizione si salvano insieme ad Amy. La gorilla viene finalmente liberata nella foresta pluviale del Congo, mentre Elliot, Karen e Monroe si allontanano a bordo di una mongolfiera.

## Produzione
Il film, come Jurassic Park, è stato prodotto da Kathleen Kennedy ed è una trasposizione cinematografica tratta da un best seller di Michael Crichton, che però rimase nell'ombra di quest'ultimo (nonostante i buoni incassi e l'uscita distante di soli due anni).
Nel 1979, lo stesso Crichton tentò di realizzare il film con la 20th Century Fox per poi fare marcia indietro quando scoprì di non potere usare dei veri gorilla per interpretare Amy.
Negli corso degli anni 80’ il progetto fu offerto a diversi registi, tra i quali Steven Spielberg e John Carpenter.
Originariamente, il copione era stato concepito per Sean Connery come protagonista del film.
Terzo film realizzato come regista dal noto produttore Frank Marshall (I predatori dell'arca perduta, Il colore viola, Chi ha incastrato Roger Rabbit?).
Hugh Grant e Robin Wright rifiutarono i due ruoli principali.
La produttrice Kathleen Kennedy è la moglie del regista.
Bruce Campbell (La casa, L'armata delle tenebre) fece il provino per il ruolo di Peter Elliot ma la parte venne data a Dylan Walsh. Frank Marshall rimase comunque colpito dall’attore, tanto da scritturarlo per il ruolo di Charles Travis, il personaggio che apre il film.
L’attore che interpreta Kahega, Adewale Akinnuoye-Agbaje, è stato accreditato nei titoli come “Adewalé”.
Frank Marshall ha firmato il film anche come produttore esecutivo.
La gorilla Amy è interpretata da tre attrici: Lorene Noh (mimica/p.p.), Misty Rosas (movimenti/stunt), e Shayna Fox (voce).
I noti attori Joe Pantoliano e Delroy Lindo, hanno recitato nel film senza essere accreditati nei titoli.
Il film venne girato in Costa Rica, Kenya, Tanzania, Uganda e USA (in California), tra il settembre del 1994 e il febbraio del 1995.
Breve cameo per il cantante Jimmy Buffett nel ruolo del pilota di jet.

## Accoglienza

### Incassi
Il film uscì nelle sale cinematografiche statunitensi il 9 giugno 1995 rivelandosi un successo. Durante il weekend di apertura incassò 24.642.539 dollari, piazzandosi in prima posizione nonostante le ben più magre aspettative della Paramount Pictures, che aveva stimato un incasso tra i 13 e i 15 milioni per i primi tre giorni di programmazione. Congo, nonostante le pessime recensioni della critica, arrivò a incassare sul territorio nordamericano 81.022.101 dollari, venendo programmato in un massimo di 2.676 schermi e andò bene anche sul mercato estero, incassando circa 71.000.000 di dollari. Alla fine del 1995, l’incasso mondiale del film fu di 152.022.101 dollari a fronte di un budget da 50.000.000.

### Critica
Nonostante un buon incasso ai botteghini, Congo fu generalmente ignorato o bistrattato dalla critica. Gran parte delle recensioni negative riguardarono lo scarso realismo dei costumi "troppo umani" per i gorilla e gli effetti speciali considerati scadenti. Ciò fu dovuto in gran parte anche al fatto che il pubblico era stato "viziato" dagli eccezionali effetti di computer-grafica visti in Jurassic Park nel 1993, sempre prodotto da Kathleen Kennedy e tratto da un altro best seller di Michael Crichton. Il sito Rotten Tomatoes riporta che solo il 22% delle 49 recensioni professionali ha dato un giudizio positivo, e su Metacritic il film detiene un punteggio di 22/100, basato sul parere di 19 critici. Tra le pochissime recensioni positive quella di Roger Ebert, che definì Congo uno "splendido esempio di un genere non tanto di moda, un’avventura nella giungla". Il critico gli assegnò anche un bel voto: 3 stelle su 4.

## Videogiochi
Il primo videogame tratto dal film uscì nel 1995 per contribuire al lancio della pellicola, intitolato Congo: Descent Into Zinj e realizzato per PC, è di genere “punta e clicca in prima persona”. L'anno successivo uscì per Sega Saturn Congo The Movie: The Lost City of Zinj, uno “sparatutto” che fu giudicato ottimamente come concept ma di pessima realizzazione a livello visivo. Dopo l’uscita di quest’ultimo, era stato previsto anche un terzo videogame per Snes, Congo - The Secret of Zinj, che venne cancellato durante la produzione, anche se gli appassionati possono comunque trovare online diversi video promo del gioco.